# Sonatine pour Yvette
La Sonatine pour Yvette és una obra de tres moviments (Vivo e spiritoso, Moderato molto i Allegretto), escrita per Xavier Montsalvatge l'any 1960 i estrenada per Gonzalo Soriano el 1962 a Reus. Té una durada aproximada de 10′ i es caracteritza per un politonalisme lliure, un llenguatge amb influències franceses i un formalisme neoclàssic. És considerada per molts una de les millors obres per a piano del compositor.

## L'obra

### Inspiració i composició
L'any 1960 Xavier Montsalvatge té el desig d'escriure una partitura àgil i juvenil dedicada a la seva filla Yvette, nascuda el 21 de novembre del 1952. Ja el 1959 s'havia proposat d'escriure una Tocatta en què aparegués un tema infantil que la seva filla, alumna de l'Institut Francès, havia après: Ah!, vous dirai-je maman, una melodia popular molt cantada pels infants francesos (evocació de les trapelleries infantils). Aquest mateix tema va ser utilitzat per Mozart en les seves Dotze Variacions, K 265 l'any 1778 i és el de la melodia de la popular cançó Twinkle, twinkle, little star o Quan les oques van al camp. Quan va acabar la Tocatta, el compositor va considerar que era un bon Rondó de Sonata i, estimulat per la petició de Gonzalo Soriano, va completar i retocar l'obra el 1961 amb un primer i segon moviment, i així va acabar la Sonatine tal com la coneixem.
Tot i que en un principi va ser inpirada per una nena, no és el que s'entén com una peça infantil, tal com el mateix compositor explica: 
| « | Pretenia escriure una música àgil i juvenil, però ni per la seva construcció ni pel seu estil s'aproximen al que entenem com a música per a nens. | » |

### Context i estil compositiu
L'obra de Xavier Montsalvatge se sol dividir en etapes que el mateix compositor va especificar. La que inclou la Sonatine és l'anomenada etapa de maduresa, caracteritzada per les influències que va rebre de compositors francesos, com Olivier Messiaen i Georges Auric i que el porten cap a un atonalisme lliure. Etapa plena de contrastos: diatonismes i cromatismes, tonalismes i atonalismes, consonàncies i dissonàncies que es veuen reflectides en la Sonatine.
En aquest període compositiu hi ha obres com la Desintegrací morfològica de la Xacona de J. S. Bach (1963), on es resumeix a la perfecció un altre dels aspectes essencials de l'estil de Montsalvatge: el seu neoclassicisme, que il·lustra un dels segells característics del seu pensament compositiu: un perfil constructiu de caràcter formalista. Així, veiem perfectament units aquests dos conceptes en la Sonatine: neoclacissisme i formalisme. Altres obres d'aquest període són les Tres danses concertants i el Cant Espiritual sobre el poema homònim de Joan Maragall.
- S'obre amb un primer moviment alegremente, una melodia diatònica contraposada a un acompanyament cromàtic dins del Vivo e spiritoso, fins a arribar a un calmato molt expressiu amb la seva indicació teneramente; veiem també un deix virtuosístic en el dibuix descendent en octaves i fortissimo, seguit d'un deciso que retorna al traç brillant. Té de fet dos temes amb el seu desenvolupament i reexposició que ens marquen una forma sonata una mica variada.
- El Moderato molto del segon és un contrast constant ple de subtileses anotades a la partitura amb un moment central d'octaves dissonants. Se centra en una altra idea temàtica elaborada amb coloracions harmòniques especials en les quals se suporta una melodia que apareix fins al final.
- L'Allegretto del tercer i últim moviment és aconseguit només amb la indicació del compositor: tour de force.[3] És una Tocatta ràpida i percussiva amb l'aparició del motiu d'Yvette.

### Edició
L'editorial Salabert, de París, va editar la partitura el 1962.

## Dedicatòria i estrena

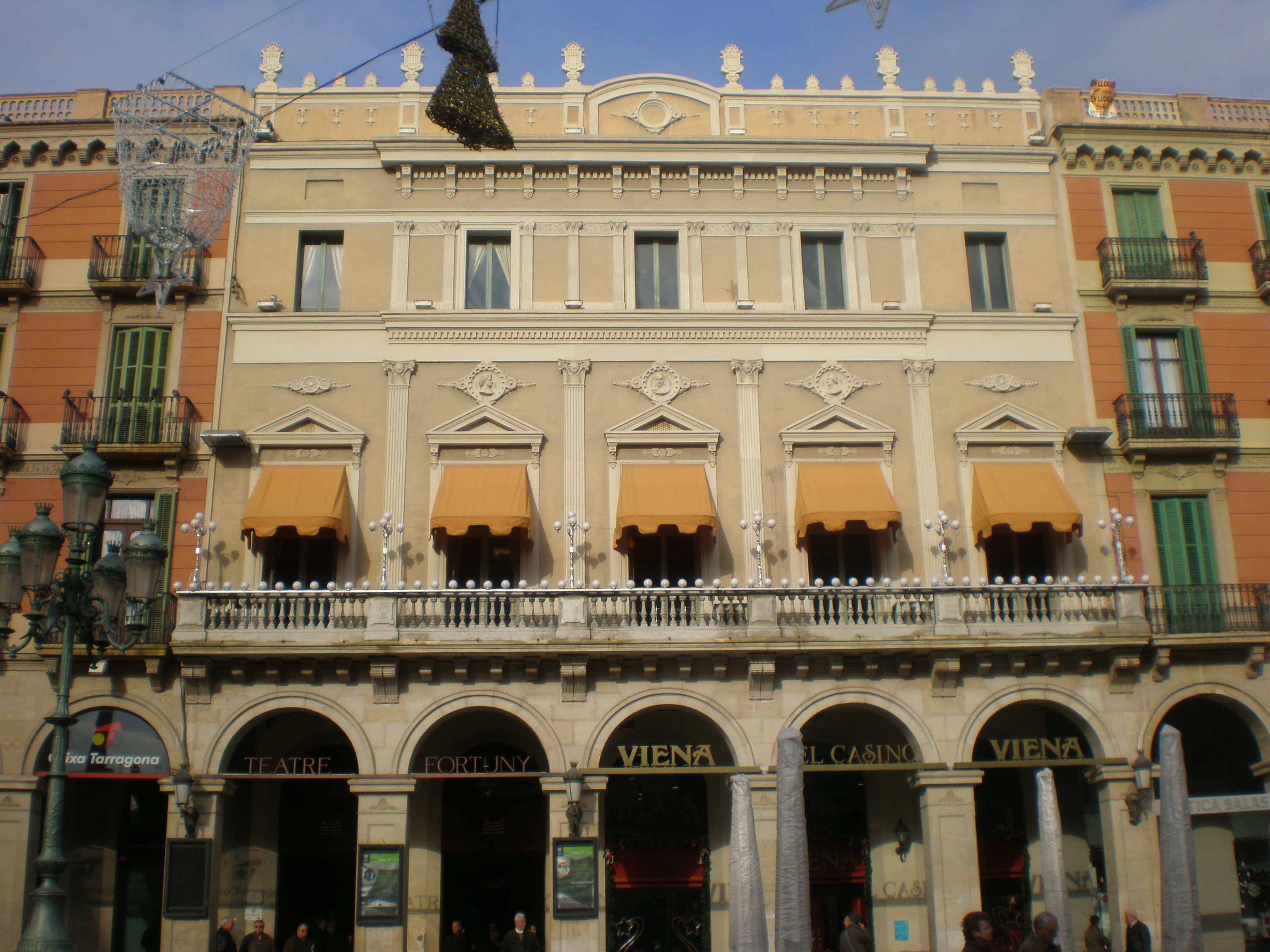
Teatre Fortuny, a Reus.

L'any 1953 Xavier Montsalvatge es va presentar al concurs de composició Premi Ciutat de Barcelona, amb un jurat presidit per Eduard Toldrà. El premi va ser declarat desert, cosa que afectà molt el compositor, que va fer dotze còpies (a mà) de la partitura de l'obra que havia presentat: el Concerto Breve, i les va enviar a dotze pianistes, entre els quals Alícia de Larrocha i Gonzalo Soriano. Aquest últim li va contestar lloant-li l'obra i assegurant que l'estrenaria com més aviat millor. Alícia de Larrocha, per la seva banda, va respondre dient directament que l'estrenaria en una data concreta, en un concert organitzat per ella mateixa i per al qual ja tenia concertada una data al Palau de la Música Catalana. Montsatvatge va decidir aleshores dedicar-li el concert. Això va provocar un refredament en l'amistat amb Gonzalo, que es va sentir ofès, refredament que es va dissipar quan Xavier li va dedicar la Sonatine pour Yvette l'any 1960.
El mateix any 1962 Gonzalo la va estrenar, el dia 11 de maig al Teatre Fortuny de Reus en un concert organitzat per l'associació de Concerts de Reus.
Quan Alícia de Larrocha va rebre la partitura, el compositor li va assenyalar una errata a la partitura (una nota en fa sostingut), però a Alícia li va agradar i sempre que va interpretar la peça ho feia amb l'error.

## Influència de Ravel

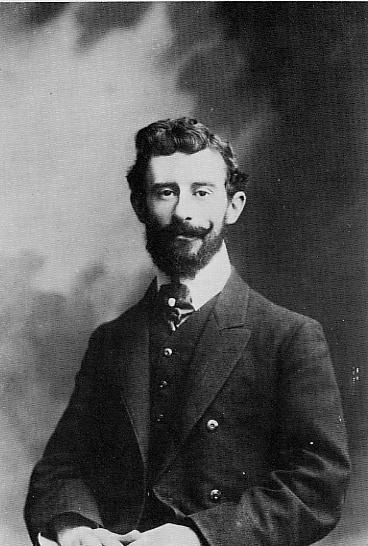
Maurice Ravel

La música francesa i, sobretot, Maurice Ravel, exerceixen una gran influència en la Sonatine pour Yvette. De fet, el seu interès ja ve d'abans: després de guanyar 500 pessetes gràcies a un premi compartit amb els seus Tres impromtus el 1934 en un premi de composició organitzat per la “Fundación Concepción Rabell y Cibils, viuda de Romaguera”, Montsalvatge va fer un viatge a París d'on va tornar amb moltes de les seves preferències i inclinacions confirmades.
Alguns dels trets que comparteixen la música francesa i aquesta Sonatine, així com en altres de les seves obres, són la senzillesa de les melodies, l'ambiguitat harmònica, la tímbrica lluminosa o les formes sense complicacions.
Quant a Ravel, tota la vida li va expressar una gran admiració, tant per la seva producció pianística com pel seu tractament de la instrumentació. Ravel buscava la perfecció en el seu ofici i això produïa un efecte en les seves obres de música cristal·lina i plena de matisos amb una escriptura detallada i clara, trets que podem trobar en la Sonatine pour Yvette.

## Interpretacions
- Interpretació d'Alícia De Larrocha:(Consulta feta el maig del 2016)
- Interpretació d'Enrique Bagaria.(Consulta feta el maig del 2016)